# Lisec (gmina Tolmin)
Lisec – wieś w Słowenii, w gminie Tolmin. W 2018 roku była niezamieszkana.